# 1976年モントリオールオリンピックの韓国選手団
1976年モントリオールオリンピックの韓国選手団（1976ねんモントリオールオリンピックのかんこくせんしゅだん）は、1976年7月17日から8月1日にかけてカナダのモントリオールで開催された1976年モントリオールオリンピックの韓国選手団、およびその競技結果。

## 概要
今大会は金メダル1個、銀メダル1個、銅メダル4個の合計6個のメダルを獲得した。

## メダル
| メダル | 選手名 | 競技 | 種目           |
| ------ | ------ | ---- | -------------- |
| 銀     | 張銀景 | 柔道 | 男子63kg以下級 |
| 銅     | 朴英哲 | 柔道 | 男子80kg以下級 |
| 銅     | 趙在基 | 柔道 | 男子無差別級   |